# Trickle-down
(Jean Ziegler, La privatizzazione del mondo. Predoni, predatori e mercenari del mercato globale, trad. it., Milano 2003, p. 72)
In economia, con trickle-down, in italiano cascata, gocciolamento o percolazione o ancora ricaduta, si intende un'idea di sviluppo economico, in voga soprattutto negli Stati Uniti, che si basa sull'assunto secondo il quale i benefici economici elargiti a vantaggio dei ceti abbienti (in termini di alleggerimento dell'imposizione fiscale) favoriscono necessariamente, e ipso facto, l'intera società, comprese la classe media e le fasce di popolazione più marginali e disagiate.
In un ambito diverso, quello della sociologia, l'espressione definisce la diffusione di abitudini comportamentali (quali la moda) dalle classi più elevate alle classi meno abbienti, oppure da un centro geografico di irradiazione ad aree periferiche.

## Storia del pensiero economico
In economia, un concetto simile era stato già concepito nel pensiero di Adam Smith sotto la metafora della mano invisibile: la ricerca egoistica dell'interesse individuale, all'interno della gabbia d'acciaio capitalistica (per usare un'espressione cara a Max Weber), gioverebbe tendenzialmente all'intera società. Il chiasmo "vizi privati, pubbliche virtù" può servire a riassumere il paradigma economico di una società in cui il libero mercato conferisce la possibilità di un arricchimento individuale che può arrecare vantaggi all'intero organismo economico (per una sorta di eterogenesi dei fini). Già Bernard de Mandeville ne La favola delle api, attraverso l'allegoria dell'alveare, aveva sostenuto che i vizi umani (espressi nel lusso e nello scialo), derivanti dal naturale egoismo umano, non dovessero essere impediti, poiché ogni prosperità sociale derivava dall'affermazione degli interessi individuali. 
È così che si scopre vantaggioso il vizio, quando la giustizia lo epura, eliminandone l’eccesso e la feccia. Anzi, il vizio è tanto necessario in uno stato fiorente quanto la fame è necessaria per obbligarci a mangiare. È impossibile che la virtù da sola renda mai una nazione celebre e gloriosa. Per far rivivere la felice età dell’oro, bisogna assolutamente, oltre all’onestà riprendere la ghianda che serviva di nutrimento ai nostri progenitori.»
(B. de Mandeville, La favola delle api, in Grande Antologia Filosofica, Marzorati, Milano, 1968, vol. XIV, pagg. 137-146)
Ricusava inoltre l'idea della carità, ritenendo ineluttabile destino quello dello sfruttamento di milioni di poveri al servizio della nascente industrializzazione inglese.
Smith, tuttavia, così come David Ricardo, diversamente da Mandeville, nutriva una concezione della ricchezza collegata al soddisfacimento del bisogno, dal momento che, superato un certo limite, il ricco tenderebbe naturalmente a sperperare risorse. In seguito il processo accumulativo del capitale privato ha mutato questa concezione, tanto che oggi si pone la questione dell'illimitatezza dell'arricchimento privato (della necessità di porre limite all'ápeiron per ricercare la mesótes, un equilibrio all'arricchimento per dirla con Aristotele), che richiama a sua volta la necessità di un'equa distribuzione delle risorse che possano soddisfare i bisogni dell'intera società e non solo dei singoli.
La celebre frase attribuita a Kennedy - ma, in realtà, vista per la prima volta da colui che scriveva i discorsi di Kennedy, Ted Sorensen, nel New England Council - l'alta marea solleva tutte le barche (a rising tide lifts all the boats), anche le più piccole, esprime lo stesso concetto della "teoria delle gocce".

## Economia

Il presidente Reagan illustra in diretta televisiva il piano di riduzione delle imposte, luglio 1981

La teoria del trickle-down associa direttamente, inoltre, la crescita economica, l'aumento della produzione industriale (l'incremento del Prodotto interno lordo) e lo sviluppo, a un contemporaneo miglioramento della condizione economica dell'intera popolazione, senza valutare eventuali squilibri within-country (a livello nazionale) nella distribuzione dei redditi e della ricchezza. Tale teoria trascura di valutare l'abbattimento dei fenomeni di povertà e disoccupazione legati a una percentuale di crescita dell'economia anche elevata, tale da indurre l'idea di un supposto miglioramento complessivo della situazione economica di un paese.
Oggi la teoria del trickle-down è normalmente associata alla reaganomics e al liberismo laissez-faire  più integrale, nonché al cliché marginalista della supply-side economics (politica dell'offerta), molto in voga negli anni ottanta proprio ai tempi delle politiche di riduzione della tassazione e di privatizzazione dei settori pubblici dell'economia attuate dall'amministrazione Reagan. Legata allo sviluppo trickle-down è anche la curva di Kuznets, una ipotesi di sviluppo industrialista che associa l'idea di crescita economica, nella fase del suo massimo dispiegamento, a un allargamento dei benefici all'intero corpo sociale (alle élite imprenditoriali come alle classi povere).

## Sociologia
La definizione trickle-down (dall'alto verso il basso) fu utilizzata anche da Georg Simmel nei suoi studi sui fenomeni sociali legati alla diffusione delle mode (La moda, 1895), per definire il recepimento delle abitudini e dei modelli comportamentali (in particolare della moda) nelle moderne società di massa dalle classi più alte a quelle più basse.
Lo studio della diffusione spazio-temporale delle innovazioni fu poi affrontato da Torsten Hägerstrand. La distribuzione delle abitudini segue, secondo Hägerstrand, un ordine gerarchico (a cascata), affermandosi dapprima ai livelli più elevati della compagine sociale, o dai centri urbani di rango superiore, e poi convergendo verso i ceti via via meno abbienti o i livelli periferici di una rete urbana, sino a configurarsi come fenomeno di massa. Un altro esempio di diffusione trickle-down di fenomeni e innovazioni tecnologiche è quello del possesso dei prodotti tecnologici (della televisione in particolare, un tempo prodotto delle élite), il cui uso si è allargato poco alla volta alla quasi totalità della popolazione.